# 安維峻

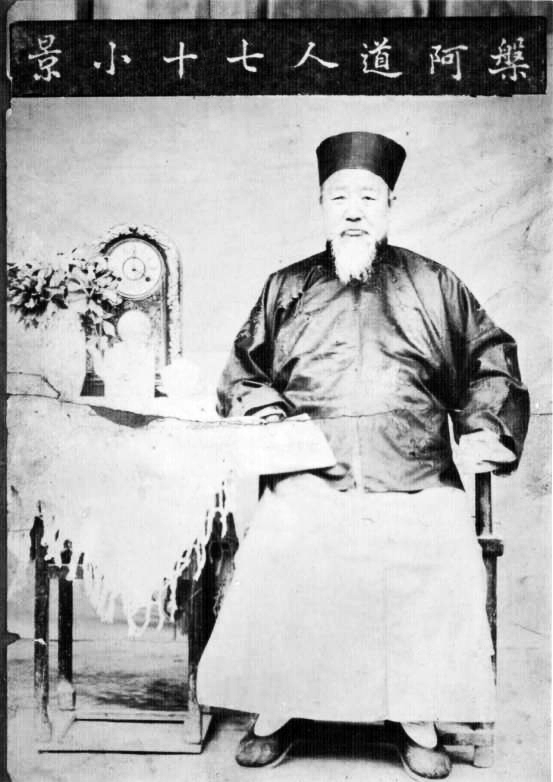

安维峻（1854年—1925年），字晓峰，号槃阿道人，甘肃秦安人。清朝政治人物。

## 生平
光绪元年（1875年），安维峻中举人，曾任七品京官。光緒六年（1880年），安维峻中进士；同年五月，改翰林院庶吉士。光緒九年四月，散館，授翰林院編修。光緒十九年（1893年），由编修補授福建道監察御史。任内他接连上书光绪帝，请修内政、强武备，并上奏六十余疏，参劾了督抚、亲贵等几十位官员。光绪十五年（1889年）之后，江苏崇明县的盐商买通官府，借设盐引的机会盘剥盐民，激起民愤，安维峻乃参劾浙江盐运使等官员，光绪帝下旨命两江总督派员查办，平息了崇明盐案。安维峻还参劾陕甘总督杨昌濬等官员滥建祠堂，鱼肉百姓，建议朝廷降旨慎重祀典，以免扰民，朝廷乃下谕禁止杨昌濬为下属阵亡官兵建祠堂。
光绪二十年（1894年）六月，日本发动甲午战争。李鸿章遭到主战派官员猛烈抨击，安维峻乘机上奏弹劾李鸿章，并要求尽快开战。后来他又多次上奏，反对北洋水师停于港内自保，称其“名为防守，实则藏拙。假若倭人直犯海口，则我之兵船又适为敌炮之呆物。”他提出派一部分舰船游弋于洋面，伺机进攻日本海军，并令闽粤水师在中国东南沿海招募水勇，然后会同北洋水师残存船舰与日舰决战。当时慈禧太后准备庆祝六旬大寿，筹办“万寿庆典”，安维峻上疏称，“今者辱师辱国，电报直遍欧洲，讳之无可讳矣。我皇太后璇闱颐养，亦岂不以军国大计为兢兢。”安维峻所上《力阻和议疏》称，日本已师老兵疲，国力不济，“四境土寇窃发，商民嗟怨”，背负外债，难以持久，他认为“倭虽屡胜，终必覆亡；我虽屡挫，终必克捷。”他还举中法战争冯子材谅山大捷，孙开华基隆克敌的往事为例，“安见外洋必胜，而中国必败者?”他认为一旦议和，“至此以后，将赔兵费，割重地，视为救急之良图，无复自强之一日矣。”
光绪二十年（1894年）十月，日军攻占旅顺。清廷主和派更占上风。安维峻上《请诛李鸿章疏》，请光绪帝诛杀李鸿章以谢天下，并指出“皇太后既归政皇上，若仍遇事牵制，将何以上对祖宗，下对天下臣民？”且严斥总管太监李莲英干预朝政，要求采用清朝祖宗律法惩办李莲英。慈禧太后大怒。光绪帝怕慈禧太后严惩安维峻，乃提前颁上谕，斥责安维峻听信传闻，妄言无忌，将安维峻褫职发往军台效力。
安维峻反对议和，弹劾李鸿章，因而同帝傅翁同龢、侍读学士文廷式等人关系较为密切。安维峻遭发配时，翁同龢、文廷式等官僚赠银为其送行，乌里雅苏台参赞大臣志锐赠其“陇上铁汉”印章一枚。甘肃省晋京参加会试的举人侯乙青等亲自将其护送到张家口。抵达戍所后，安维峻受到都统以下官员的友好接待，后获聘主持抡才书院。
光绪廿四年（1898年）维新变法期间，安维峻反对康有为等维新派，认为他们“变乱祖宗旧章，欲胥天下而夷狄之，禽兽之。”并称若朝廷实行变法，则“如饮毒药以疗渴，此不过乱我大清天下耳。”光绪廿四年八月，慈禧太后发动戊戌政变，光绪帝被囚于瀛台，维新派人士遭捕杀，变法失败。安维峻得知消息后非常高兴，在给朋友的信中赞赏慈禧太后终止维新变法的行动。
光绪廿五年（1899年），安维峻获释回乡。光绪廿六年（1900年），八国联军攻占北京。同年底，各国公使同清廷代表拟定《议和大纲》，预备签订《辛丑条约》。安维峻上《庚子之变大局是非论》，认为“津沽之事，诸夷实先攻我炮台，是兵端自彼开之。”他反对议和，认为“与其拱手援敌，坐而待毙，不如战也。战而胜，京师自可收复。”他的主张未被清廷接受。
光绪三十四年（1908年），安维峻获起用为内阁侍读，总纂《甘肃新通志》，不久任京师大学堂总教习。
宣统三年（1911年），武昌起义爆发后，全国十多个省响应。安维峻“誓不与革党共戴天日。”他在《董统领讨革党檄》中，称革命党“叛逆”为“天理所不容，王法所不赦之贼。”他还致信清廷诸位统兵大员称“凡为大清臣子，各宜手提义旅，力翦凶讐。”同年九月（1911年），他获庆亲王奕劻批准，离开北京赴甘肃，企图集合兵马进攻陕西、山西，取道四川进攻武汉。不久，中华民国成立，宣统帝退位，清朝灭亡。
清朝灭亡后，安维峻自居清室遗民，退居家乡秦安县西川镇神明川村的柏崖，一心著述，并抄《桃花源记》悬于门楣。他还命子孙在其死后于坟前“书一圆石曰：大清孤臣安某之墓。”
民国十四年（1925年），安维峻逝世。

## 著作
- 《谏垣存稿》
- 《望云山房文集》
- 《望云山房馆课诗》
- 《望云山房馆课赋》
- 《四书讲义》[1]

## 延伸阅读
[在维基数据编辑]
 《清史稿/卷445》，出自趙爾巽《清史稿》